# Yvonne Jospa
Yvonne Jospa (născută Hava Groisman; n. 3 februarie 1910, Basarabia, Imperiul Rus – d. 20 ianuarie 2000, région métropolitaine de Bruxelles, Valonia, Belgia) a fost o evreică basarabeană, activistă, cofondatoare și organizatoare de frunte al Comitetului belgian pentru apărarea Evreilor (Comité de défense des Juifs) în septembrie 1942, împreună cu soțul ei Hertz Jospa, care a salvat c. 3.000 de evrei de la deportare și moarte. Yvonne Jaspar era pseudonimul ei în Rezistența belgiană.

## Biografie
S-a născut în satul Păpăuți din ținutul Orhei, gubernia Basarabia (Imperiul Rus), într-o familie evreiască bogată. A fost înscrisă mai întâi la Gimnaziul pentru fete din Chișinău, după care, a plecat în Belgia cu intenția de a studia filosofia și literatura la Universitatea din Liège, a optat în cele din urmă pentru o carieră de asistent social după ce a studiat sociologia.
În 1933, s-a căsătorit cu Hertz Jospa. Amândoi au devenit activiști, mai întâi în Partidul Comunist din Belgia, apoi în 1936, în „Liga împotriva rasismului și antisemitismului” (Ligue internationale contre le racisme et l'antisémitisme), aripa belgiană a Ligii internaționale împotriva rasismului și antisemitismului. A participat la cazarea copiilor refugiați după războiul civil spaniol, precum și, a contribuit la organizarea rețelelor secrete pentru mobilizarea voluntarilor belgieni în brigăzile internaționale din Spania.
În septembrie 1942, împreună cu soțul au fondat asociația secretă a Comitetului pentru Apărarea Evreilor, care a salvat mii de copii evrei de la deportare.
Soțul ei, Hertz Jospa, a fost arestat în iunie 1943 și deținut în Fortul Breendonk⁠(fr)[traduceți], apoi deportat în lagărul de concentrare Buchenwald în mai 1944. Acesta a supraviețuit captivității și eliberat de trupele americane pe 8 mai 1945.
În 1964, a cofondat Uniunea foștilor membri rezistenți evrei din Belgia (Union des Anciens Résistants Juifs de Belgique), a cărei președinte de onoare va fi până la moartea sa. Ea va fi, de asemenea, una dintre fondatoarele aripii belgiene a Mișcării împotriva rasismului și pentru prietenia dintre popoare, fondată la Paris în 1949. Mișcarea va fi redenumită în 1966 în Mișcarea împotriva rasismului, antisemitismului și xenofobiei (Mouvement contre le racisme, l'antisémitisme et la xénophobie; MRAX). Tot în 1966 a murit soțul ei. O comunistă fermă, totuși, ea a refuzat să condamne sionismul.
O stradă din Bruxelles poartă numele activistei.